# Michele Regolo
Michele Gino Regolo (Fermo, 17 agosto 1978) è un velista italiano.

## Biografia
Nato il 17/07/1978 a Fermo, ha iniziato a praticare la vela a 10 anni in Optimist proseguendo sul Laser dal 1991 al 2012.
Da Juniores vince tre Titoli Italiani tra il 1994 ed il 1996 arrivando 17º ai Mondiali Giovanili I.Y.R.U.
Dal 2000 al 2012 gareggia per la Sezione Vela della Guardia di Finanza diventando Campione Italiano 2007 sul Lago di Como e vincendo la Selezione Olimpica F.I.V. per Londra 2012.
Nel 2007 è sesto alla Kieler Woche, nel 2009 settimo all'Europeo assoluto e nono alla Kieler Woche.
A 33 anni ha partecipato ai Giochi olimpici di Londra 2012, nel Laser, chiudendo 35º.
Dal 2008 ha iniziato a gareggiare anche nella vela d'Altura vincendo la Giraglia Rolex Cup 2008, il titolo Mondiale ORC 2013, la Coppa del Re 2015 e la "151" 2018 e 2019. È stato il più giovane stratega nella Superseries dei TP52 nelle stagioni 2014-2016.
È stato insignito delle medaglie d'oro e di bronzo dal C.O.N.I. 
Attualmente è tattico di regata professionista e tecnico di terzo livello tesserato al Club Vela Portocivitanova.